# 坪坦风雨桥
坪坦风雨桥位于中国湖南省通道侗族自治县坪坦乡和陇城镇的坪坦河上，包括9座风雨桥，具有鲜明的侗族建筑特色，2006年被列为第六批全国重点文物保护单位。
| 名称     | 地址         | 坐标 | 图片 | 说明 |
| -------- | ------------ | ---- | ---- | --- |
| 永福桥   | 坪坦乡高团村 |      |      | 始建于清乾隆五十年（1786），1936年大修。为迭梁穿斗式木构架廊桥，全长19.32米，宽3.8米，11廊间，单孔净跨16.2米。             |
| 回福桥   | 坪坦乡高升村 |      |      | 始建于清道光二十年（1840），1946年复修，1984年大修。为三墩两孔，18廊间，迭梁穿斗式木构架廊桥，全长42.5米，宽3.86米。       |
| 永定桥   | 坪坦乡高团村 |      |      | 始建于清嘉庆十年（1805），1936年复修。为迭梁穿斗式木构架廊桥，全长26.4米，宽3.55米，单孔净跨15.3米，11廊间。               |
| 文星桥   | 坪坦乡阳烂村 |      |      | 始建于清乾隆五十三年（1788），1916年复修。为单孔迭梁穿斗式木构架廊桥，全长22.4米，宽3.5米。                                |
| 普济桥   | 坪坦乡坪坦村 |      |      | 始建于清乾隆二十五年（1761年），光绪二十一年（1895年）复修。为单孔伸臂梁式廊桥，全长31.4米,宽3.8米，单孔拱券，净跨19.8米。 |
| 廻龙桥   | 坪坦乡坪坦村 |      |      | 始建于清乾隆二十六年（1761年），1931年复修。全长63.01米，面宽3.86米，为四柱三间排架，共设22廊间。                          |
| 中步头桥 | 陇城镇中步村 |      |      | 始建于清咸丰二年（1853），光绪二十年（1894）复修，1923年大修。桥长28米，宽3.52米。桥建四柱三间穿斗木构架遮雨长廊，10廊间。 |
| 中步二桥 | 陇城镇中步村 |      |      | 始建于清嘉庆二年（1797年），1921年复修。为迭梁式木构架廊桥，全长仅14.20米，宽5.35米，共有5个廊间。                         |
| 观月桥   | 陇城镇路塘村 |      |      | 始建于清乾隆二十年（1755），1921年重修，1985年大修。为一墩两孔，迭梁穿斗式木构架廊桥。桥长24.1米，宽5.38米。               |